# International Image Interoperability Framework
L'International Image Interoperability Framework (IIIF) désigne à la fois une communauté et un ensemble de spécifications techniques dont l’objectif est de définir un cadre d’interopérabilité pour la diffusion et l'échange d’images haute résolution sur le Web.
Le cadre normatif de IIIF définit des interfaces de programmation applicative (API) communes qui fournissent une méthode standardisée de description et d'accès aux images sur le Web, ainsi que l'exposition de métadonnées descriptives et structurelles nécessaires à la présentation d'un document numérique dans une interface.

## Principes de IIIF
Ces dernières années, de nombreux programmes de numérisation ont conduit à la prolifération de bibliothèques numériques faisant usage de visionneuses spécifiques qui n'ont généralement pas été conçues pour être interopérables les unes avec les autres. Dans cet environnement, les utilisateurs finaux sont limités aux fonctionnalités et aux interfaces offertes par chaque bibliothèque numérique et ne peuvent utiliser le logiciel de leur choix pour accéder aux contenus numérisés ou les manipuler.
Si les institutions qui détiennent et mettent en ligne des reproductions numériques (œuvres d'art, livres, journaux, manuscrits, cartes, documents d'archives, etc.) fournissent des points d'accès IIIF pour leurs contenus, toute visionneuse ou autre application compatible avec IIIF pourra utiliser et afficher à la fois les images et leurs métadonnées. Ainsi chaque entrepôt d'images devient potentiellement un point d'accès distant pour des applications tierces qui vont pouvoir « se brancher » sur ce dernier et réutiliser les images à d’autres fins (comparaison d’images issues de différentes bibliothèques, ajout d'annotations, conception d’expositions virtuelles, etc.).
L'objectif de IIIF consiste à partager des technologies à la fois pour le client et le serveur afin de permettre l'interopérabilité entre logiciels et de favoriser le développement de serveurs et d'applications de visualisation compatibles. Il s'agit donc de créer un cadre technique commun grâce auquel les bibliothèques numériques peuvent délivrer leurs contenus de manière standardisée sur le Web afin de les rendre consultables, manipulables et annotables par n’importe quelle application ou logiciel compatible.

## Communauté
L’initiative IIIF est portée et animée par une communauté constituée de bibliothèques nationales, de musées, d’universités, de services d'archives, de portails et agrégateurs généralistes ou spécialisés. Elle s’est constituée depuis juin 2015 en un consortium international.

## Les APIs de IIIF

### L'API Image[5]
« L'API Image de IIIF définit un service web qui renvoie une image en réponse à une requête HTTP ou HTTPS standard. L'URI peut spécifier la région, la taille, le degré de rotation, les caractéristiques de qualité et le format de l'image demandée. Une URI peut également être construite à la demande, en fournissant des informations techniques de base sur l'image qui seront nécessaires aux applications clientes. »
Une des utilisations principales de l'API Image est de permettre aux clients de demander pour une image source en haute résolution, une image en basse résolution. C'est notamment le cas lors de l'utilisation d'une visionneuse utilisant le zoom profond telle que OpenSeadragon.

### L'API Presentation
"L'API Presentation de IIIF définit un service web qui renvoie des documents structurés en JSON-LD décrivant la structure et la présentation d'un objet numérisé ou d'une collection d'images et de contenus liés."
Dans le cas où une institution voudrait publier un manifeste (un document JSON-LD) qui décrirait la structure de chaque livre, œuvre d'art, manuscrit ou autre objet, le manifeste contiendrait des références au point d'accès de l'API Image. Une visionneuse utilisant le manifeste pourrait alors produire pour l'utilisateur une représentation cohérente de l'objet en implémentant des fonctions comme la navigation de page en page, la possibilité de faire des zooms profonds dans les images et l'accès à des annotations sur les images.

### API Recherche de contenu
L'API de recherche IIIF permet de "rechercher du contenu issu d'une annotation au sein d'une unique ressource IIIF, comme un manifeste ou une collection."

## Exemple de cas d'utilisation
Prenons l'exemple d'un manuscrit qui a été démembré dans le passé, et dont les feuilles sont dispersées dans diverses collections. Si chaque collection expose ses images numérisées via l'API Image, un chercheur peut construire et publier un manifeste qui recombine numériquement les feuilles dans l'objectif de proposer une représentation du manuscrit cohérente pour l'utilisateur.

## Historique
L'API Image a été proposée à la fin 2011 et est issue d'une collaboration entre la British Library, l'Université de Stanford, la Bibliothèque Bodléienne (Université d'Oxford), la Bibliothèque nationale de France, la Nasjonalbiblioteket (Bibliothèque Nationale de Norvège), le Laboratoire National de Los Alamos de la Bibliothèque de Recherche, et l'Université de Cornell. Le 10 août 2012 sort la version 1.0 de cette API Image.
En 2013, cette API est rejointe par l'API Presentation 1.0 publiée. Le 11 septembre 2014, les versions 2.0 des APIs Image et Presentation avaient été publiées. Le 12 mai 2016, la version 1.0 de l'API Search est publiée.

## Liste partielle de logiciels qui prennent en charge les API IIIF[10]

### Les serveurs d'images[11]
- Loris IIIF Image Server
- IIPImage
- digilib
- SIPI
- Cantaloupe

### Les visionneuses[12]
- OpenSeadragon
- Mirador
- Universal Viewer
- IIIFViewer
- Leaflet-IIIF
- IIPMooViewer
- iNQUIRE
- Tify
- Prismia ViSiON

### En anglais
- Site officiel de l'initiative IIIF (en)
- Exemples d'utilisation de IIIF (en) – logiciels et sites web qui mettent en œuvre IIIF
- An Introduction to IIIF (en) (Tom Crane, mars 2017)
- Awesome IIIF (en) - longue liste de ressources utiles maintenue par la communauté IIIF
- Forum de discussion (groupes de Google - en)
- Chaîne YouTube de IIIF (en)

### En français
- Introduction à IIIF (fr) - site de documentation de Biblissima
- Module de formation à IIIF (1 jour) - Régis Robineau
- Introduction aux protocoles IIIF - supports de la formation Enssib (Régis Robineau, 23 janvier 2019)
- Introduction aux APIs IIIF (fr) - Journée Biblissima et IIIF (Campus Condorcet, 15 mars 2018)
- Comprendre IIIF et l’interopérabilité des bibliothèques numériques (fr) - billet sur le blog Insula (Régis Robineau, novembre 2016)
- API IIIF de récupération des images de Gallica (fr)
- IIIF et ses implémentations, usages et services dans le cadre de Biblissima (fr)